# Alena Sannikawa
Alena Sjarhejewna Sannikawa (belarussisch Алена Сяргеевна Саннікава, russisch Елена Сергеевна Санникова/Jelena Sergejewna Sannikowa; * 12. Juni 1980 in Nawapolazk) ist eine ehemalige belarussische Skilangläuferin.

## Werdegang
Sannikawas erster internationaler Start fand im Januar 1998 bei den Juniorenweltmeisterschaften in Pontresina statt, wo sie sich auf einem guten neunzehnten Rang über 15 Kilometer platzierte. Dieses Resultat konnte sie bei den beiden folgenden Juniorenweltmeisterschaften nicht wiederholen, dort verpasste sie jeweils die besten dreißig Ränge. Nachdem sie bei FIS-Rennen jedoch einige Platzierungen in der Nähe der besten zwanzig herausgefahren hatte, wurde sie dennoch zum ersten Mal für den Skilanglauf-Weltcup am 8. Dezember 2000 in Santa Caterina nominiert. Hier und in den weiteren Rennen verpasste sie die Punkteränge deutlich, sodass es zunächst bei drei Weltcupeinsätzen in der Saison 2000/01 blieb. Dafür startete Sannikawa bei der Winter-Universiade und den Nordischen Skiweltmeisterschaften 2001. Während sei bei den Weltmeisterschaften weitestgehend erfolglos teilnahm, erreichte sie bei der Universiade einen siebten Rang über fünf Kilometer. Zwei Jahre und einige Weltcupeinsätze später verbesserte sie ihr gutes Ergebnis bei der Universiade noch einmal und wurde Vierte.
Während Sannikawa mit der Staffel in Folge mehrmals unter die besten zwanzig kam, gelang ihr im Einzel weiterhin nicht der Sprung in die Punkteränge. So war es für sie ein Erfolg, als sie bei den Nordischen Skiweltmeisterschaften 2005 als 33. und 38. diese nur knapp verpasste, mit der Staffel erreichte sie sogar Rang zehn. Zuvor hatte sie auch bei der Universiade 2005 wiederholt erfolgreich abgeschnitten und war erneut Vierte geworden. Im November 2005 schaffte Sannikawa als Neunundzwanzigste endlich auch bei Einzel-Weltcups ihre ersten Weltcuppunkte und wurde schließlich für die Olympischen Spiele 2006 in Turin nominiert, wo sie mit der belarussischen Staffel Fünfzehnte wurde und im 10-Kilometer-Rennen erneut 29. Später am Jahresende folgten weitere Weltcuppunkte, bei der Universiade 2007 nahm sie als Fünfte, diesmal in der Doppel-Verfolgung, wieder erfolgreich teil.
Bei den Weltmeisterschaften 2007 gelang Sannikawa dann ihr bis dahin größter Erfolg, als sie Fünfzehnte über 15 Kilometer wurde. Auch im Skilanglauf-Weltcup 2007/08 folgten beständig weitere Punkte, beim Saisonauftakt 2008/09 erreichte sie mit Platz 19 ihr bis dahin bestes Resultat im Weltcup. Noch besser verlief das zweite Rennen, bei dem sie schließlich als 16. ins Ziel kam. Bei den Nordischen Skiweltmeisterschaften 2009 in Liberec gelangen ihr in allen Rennen Platzierungen unter den Top 30. Mit der belarussischen Staffel kam sie als Neunte ins Ziel.
Im Dezember 2009 startete Sannikawa nach einem 63. Platz in Davos für einige Rennen im Alpencup. In Hochfilzen gelang ihr dabei im Massenstart über 10 km der Sieg, so dass sie daraufhin wieder in den A-Kader wechselte. Bei den Belarussischen Meisterschaften 2010 in Ramsau am Dachstein gewann Sannikowa den Titel über 5 km im klassischen Stil.
Bei den folgenden Olympischen Winterspielen 2010 in Vancouver erreichte Sannikawa nach Rang 43 im Einzel über 10 km in der Verfolgung eine leichte Verbesserung auf Rang 38. Nachdem sie im Staffelrennen mit ihren Mannschaftskolleginnen auf den 10. Platz kam, beendete Sannikawa auch das 30-km-Einzelrennen auf dem 38. Platz. Im März 2010 siegte sie beim Skadi Loppet über 42 km klassisch.
Im Dezember gelang es ihr schließlich mit Platz 25 in Davos wieder in den Punkterängen zu landen. Trotz dieses Erfolgs wechselte sie erneut in den Alpencup und erreichte in St. Ulrich erneut einen ungefährdeten Sieg. Im Februar 2011 gelang Sannikawa in Rybinsk erneut den Lauf in die Punkte, woraufhin sie einen Startplatz bei den Nordischen Skiweltmeisterschaften 2011 in Oslo bekam. Nach Rang 30 über 10 km belegte sie im Massenstart-Einzel über 30 km den 41. Platz.
In die Saison 2011/12 startete Sannikawa erst im Januar 2012. Jedoch gelang ihr weder in Otepää noch in Rybinsk eine gute Platzierung. Daher blieben es ihre einzigen beiden Weltcup-Starts in dieser Saison. Sannikawa startete jedoch parallel noch bei FIS-Rennen und gewann dort zwei Läufe in Zakopane. Im März 2012 siegte sie beim Bieg Piastów über 50 km Freistil und belegte über 50 km klassisch den zweiten Rang. Im selben Monat gewann sie beim Skadi Loppet über 42 km klassisch. In die Saison 2012/13 startete sie schwach als 59 bei der Saisoneröffnung in Kuusamo. Wenig später beendete er die Tour de Ski 2012/2013 als 49. der Tour-Gesamtwertung. Bei den Belarussischen Meisterschaften 2013 gewann Sannikawa im Skiathlon erneut den Titel, bevor sie im Einzel über 10 km die Silbermedaille gewann.
Zur Saison 2013/14 bekam Sannikawa keinen Startplatz im A-Nationalkader. Jedoch konnte sie sich durch gute Leistungen bei FIS-Rennen, darunter einem Sieg in Tyssowez für die Olympischen Winterspiele 2014 in Sotschi qualifizieren. Dort belegte sie im Skiathlon Rang 53. In den beiden Einzelrennen über 10 km und 30 km landete Sannikawa auf den Plätzen 43 und 42. Letztmals international startete sie im Januar 2016 beim Eastern Europe Cup in Minsk.

## Platzierungen im Weltcup

### Weltcup-Statistik
Die Tabelle zeigt die erreichten Platzierungen im Einzelnen.
- 1.–3. Platz: Anzahl der Podiumsplatzierungen
- Top 10: Anzahl der Platzierungen unter den ersten zehn
- Punkteränge: Anzahl der Platzierungen innerhalb der Punkteränge
- Starts: Anzahl gelaufener Rennen in der jeweiligen Disziplin
- Hinweis: Bei den Distanzrennen erfolgt die Einordnung gemäß FIS.

| Platzierung         | Distanzrennen a | Distanzrennen a | Distanzrennen a | Distanzrennen a | Distanzrennen a | Skiathlon Verfolgung | Sprint | Etappen- rennen b | Gesamt | Team c | Team c  |
| Platzierung         | ≤ 5 km          | ≤ 10 km         | ≤ 15 km         | ≤ 30 km         | > 30 km         | Skiathlon Verfolgung | Sprint | Etappen- rennen b | Gesamt | Sprint | Staffel |
| ------------------- | --------------- | --------------- | --------------- | --------------- | --------------- | -------------------- | ------ | ----------------- | ------ | ------ | ------- |
| 1. Platz            |                 |                 |                 |                 |                 |                      |        |                   |        |        |         |
| 2. Platz            |                 |                 |                 |                 |                 |                      |        |                   |        |        |         |
| 3. Platz            |                 |                 |                 |                 |                 |                      |        |                   |        |        |         |
| Top 10              |                 |                 |                 |                 |                 |                      |        |                   |        |        |         |
| Punkteränge         |                 | 8               | 1               |                 |                 | 1                    |        |                   | 10     |        | 9       |
| Starts              | 8               | 34              | 4               |                 |                 | 13                   | 9      | 3                 | 71     |        | 9       |
| Stand: Karriereende |                 |                 |                 |                 |                 |                      |        |                   |        |        |         |